# Bomba peristáltica

Cabeza de bomba peristáltica giratoria de dos rodillos con tubo instalado.

Una bomba peristáltica es un tipo de bomba hidráulica de desplazamiento positivo usada para bombear una variedad de fluidos. El fluido es contenido dentro de un tubo flexible empotrado dentro de una cubierta circular de la bomba (aunque se han hecho bombas peristálticas lineales). Un rotor con un número de 'rodillos', 'zapatas' o 'limpiadores' unidos a la circunferencia externa comprimen el tubo flexible. Mientras que el rotor da vuelta, la parte del tubo bajo compresión se cierra (o se ocluye) forzando, de esta manera, el fluido a ser bombeado para moverse a través del tubo. Adicionalmente, mientras el tubo se vuelve a abrir a su estado natural después del paso de la leva ('restitución'), el flujo del fluido es inducido a la bomba. Este proceso es llamado peristalsis y es usado en muchos sistemas biológicos como el aparato digestivo.

## Usos
Las bombas peristálticas son típicamente usadas para bombear fluidos limpios o estériles porque la bomba no puede contaminar el líquido, o para bombear fluidos agresivos porque el fluido puede dañar la bomba. Algunas aplicaciones comunes incluyen bombear productos químicos agresivos, mezclas altas en sólidos y otros materiales donde el aislamiento del producto del ambiente, y el ambiente del producto, son críticos.

## Bombas de alta y baja presión
Las bombas peristálticas de más alta presión, que típicamente pueden operar con hasta 16 bar, usualmente usan zapatos y tienen cubiertas llenas con lubricante para prevenir la abrasión del exterior del tubo de la bomba y para ayudar en la disipación del calor. Usualmente usan tubos reforzados, a menudo llamados 'mangueras', y esta clase de bomba es con frecuencia llamada 'bomba de manguera'. 
Las bombas peristálticas de más baja presión, tienen típicamente cubiertas secas y usan rodillos. Usualmente usan tuberías no reforzadas, y esta clase de bomba a veces es llamada una 'bomba de tubo' o ' bomba de tubería'.

## Ventajas
Debido a que la única parte de la bomba en contacto con el fluido que es bombeado es el interior del tubo, las superficies internas de la bomba son fáciles de esterilizar y limpiar. Además, puesto que no hay partes móviles en contacto con el líquido, las bombas peristálticas son baratas de fabricar. Su carencia de válvulas, de sellos y de arandelas, y el uso de mangueras o tubos, hace que tengan un mantenimiento relativamente de bajo costo comparado a otros tipos de bombas.
La bomba peristáltica ideal debería tener un diámetro infinito del cabezal y el mayor diámetro posible de los rodillos. Esta bomba peristáltica ideal tendría una vida útil ilimitada del tubo (manguera) y proporcionaría un flujo constante y libre de pulsaciones.
En la práctica, tal bomba peristáltica ideal no se puede construir. Sin embargo, las bombas peristálticas pueden ser diseñadas para acercarse a los parámetros de una bomba peristáltica ideal.

## Usos típicos
- Máquinas de diálisis
- Máquinas de bombas para bypass de corazón abierto
- Fabricación de alimentos
- Dispensar bebidas

- Producción farmacéutica
- Lodo de aguas residuales
- Fuentes y cascadas decorativas de mesa
- sistemas de purgados en impresoras de chorro a tinta
- Grout Epoxico